# Pro Musica
Pro Musica – zespół kameralny grający muzykę poważną, założony przez prof. Leszka Szarzyńskiego. Najpierw zespół został założony w Egipcie (1981-1984), w Kairze, członkami byli muzycy z różnych krajów. Był to pierwowzór zespołu, który powstawał w Olsztynie.
W roku 1985 w Olsztynie powstał zespół kameralny o tej samej nazwie, założony i kierowany przez prof. Leszka Szarzyńskiego. W latach 1985–1992 zespół "Pro Musica" dokonał wielu nagrań radiowych i telewizyjnych, występował w kraju i za granicą.
W roku 1992 Leszek Szarzyński założył kolejny zespół kameralny pod nazwą "Pro Musica Antiqua"